# Stéaryl de sodium lactylé
 (avril 2021).
Si vous disposez d'ouvrages ou d'articles de référence ou si vous connaissez des sites web de qualité traitant du thème abordé ici, merci de compléter l'article en donnant les références utiles à sa vérifiabilité et en les liant à la section « Notes et références ».
Le stéaryl de sodium lactylé (ou E481i) est un additif alimentaire issu de matières grasses, servant d'émulsifiant ou de stabilisant. Il se présente sous forme de poudre, blanche ou couleur crème.
Cet additif est surtout utilisé dans le secteur de la boulangerie. Il améliore la texture de la mie, le volume du pain ainsi que le temps de conservation. Au sein des poudres pour boissons chaudes, il va favoriser l'humidification et donc la solubilisation. La dose journalière admissible (DJA) peut être dépassée pour certains groupes de population (notamment les enfants). Comme pour les autres émulsifiants, la consommation de cet additif pourrait occasionner une augmentation de la perméabilité de la barrière intestinale et favoriser ainsi les maladies inflammatoires chroniques de l'intestin, une adiposité accrue (syndrome métabolique) et le développement de diabètes. Cet additif pourrait également perturber l'équilibre de la flore intestinale, engendrant divers problèmes de santé de nature auto-immune. Enfin, l'inflammation intestinale chronique occasionnée pourrait promouvoir l'apparition d'un cancer du côlon 
La formule brute des principaux composants est :
- C21H39O4Na ;
- C19H35O4Na.